# Habichtswald
Habichtswald település Németországban, Hessen tartományban. Lakosainak száma 5300 fő (2023. december 31.).

## Népesség
A település népességének változása:
| Lakosok száma | 4995 | 4974 | 5014 | 5042 | 5184 | 5254 | 5300 |
|               | 2014 | 2015 | 2017 | 2019 | 2021 | 2022 | 2023 |